# Royal Artillery
La Artillería Real (Royal Artillery, en inglés) es el nombre común para el Regimiento Real de Artillería, del Ejército británico. Comprende una serie de diferentes regimientos.

## Historia

### Unidades temporales

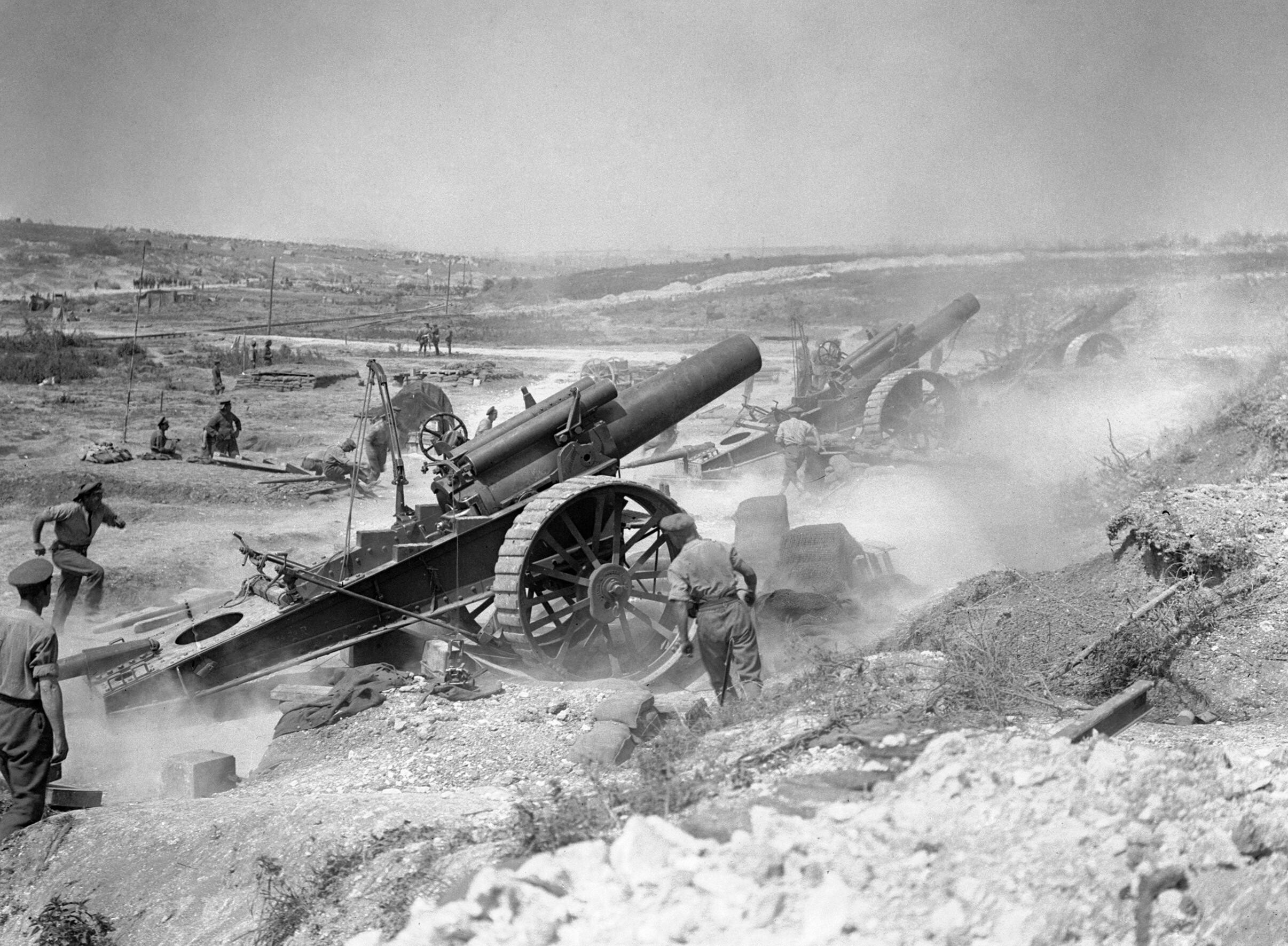
Cañones BL 8 inch Howitzer Mk 1 - 5 de la 39ª Batería de asedio, Royal Garrison Artillery, en acción cerca de Fricourt en la Primera Guerra Mundial.

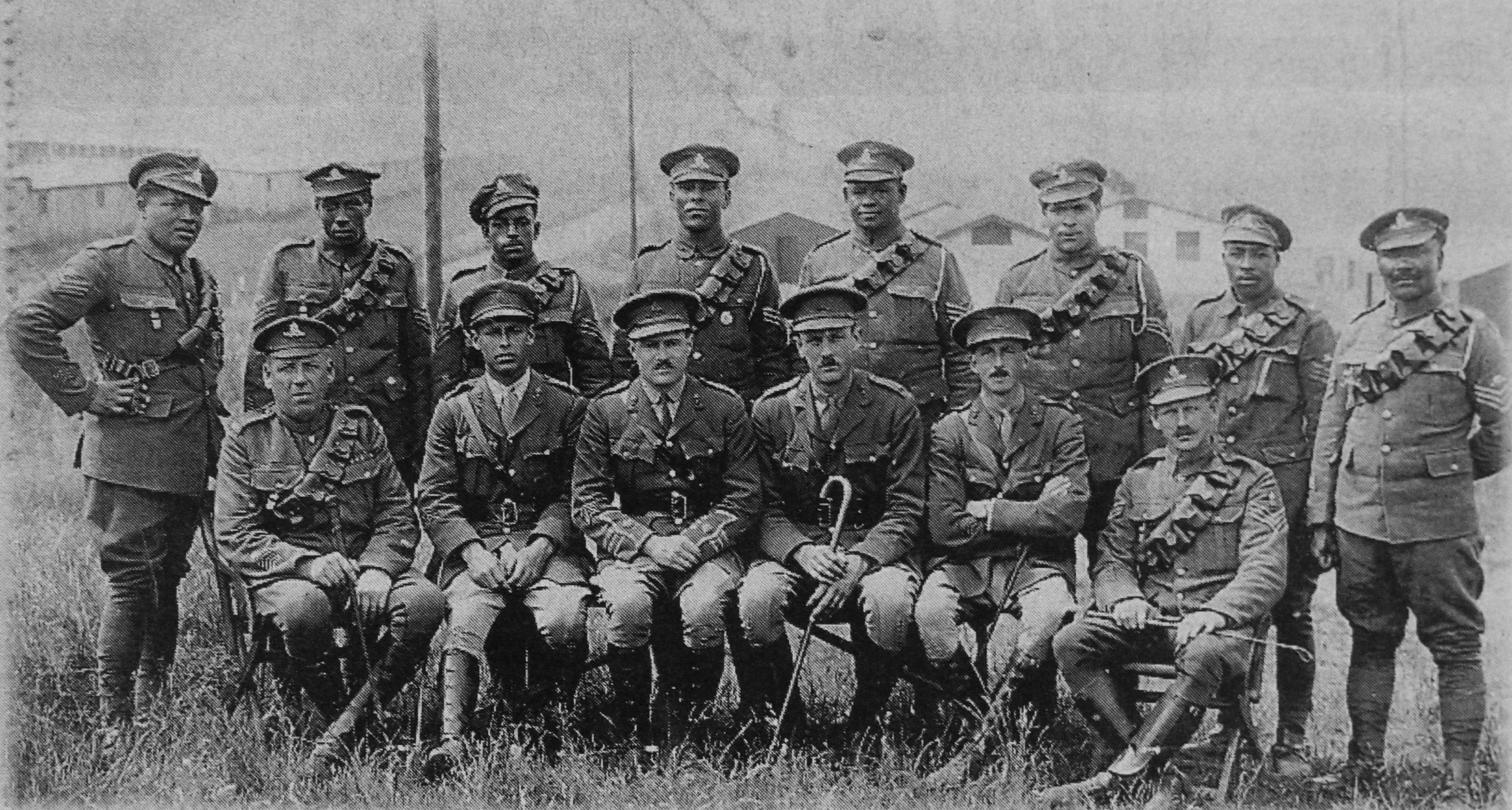
Oficiales y soldados del Contingente de las Bermudas, del Real Cuartel de Artillería (Bermuda Militia Artillery).

La introducción de la artillería en el Ejército británico llegó ya en el siglo XIV, pero no era una rama permanente. Enrique VIII reconoció lo que la artillería podía lograr y creó un cuerpo semipermanente de artillería. El reconocimiento de la necesidad de contar permanentemente con artillería, sin embargo, no sucedió hasta 1716.
Hasta entonces, en tiempos de crisis y de guerra era preciso formar un tren de artillería, para lo cual se requería una Real Cédula. El cañón probablemente fue utilizado por primera vez para atacar a las ciudades o castillos, y aunque finalmente sustituirían a los medios habituales de la guerra, en los primeros tiempos eran difíciles de manejar y de construir. En consecuencia se perdieron muchas veces cañones entregados al enemigo, cuando el ejército se veía obligado a retirarse. Al cesar las hostilidades se disolvía la unidad a tiempo parcial.

### Primeras baterías regulares
La decisión de formar un cuerpo permanente de artillería se tomó en gran parte como resultado de la rebelión jacobita de 1715, pero la rebelión había sido sofocada antes de que un tren de artillería legara a ser una unidad efectiva y se trasladara a la zona de crisis. Por decreto de Jorge I y de la Real Cédula firmada por él el 26 de mayo de 1716 se crearon dos baterías regulares de artillería de campo en Woolwich, con 100 hombres cada una. El título de Royal Artillery (RA) se utilizó por primera vez en 1720. 
El rey Jorge I era primo segundo de la reina Ana y elector de Hannover, que hablaba poco inglés y que a menudo expresaba su preferencia por su país natal, Hannover. Accedió al trono de Inglaterra el 1 de agosto de 1714 en preferencia al jacobita James Francis Edward Stuart, porque él era aceptable para los protestantes, y no un católico como James. Esto, por supuesto, impulsó el apoyo a James Stuart y la rebelión jacobita y en última instancia condujo a la formación de la Artillería Real. El rey Jorge murió el 11 de junio de 1727 en Osnabrück, Alemania.

### Crecimiento y extensión a otros países
La artillería demostró ser indispensable en la batalla una vez que la táctica de fuego concentrado fue la preferida frente a la de muchas armas individuales dispersas a lo largo de la línea de fuego. El apoyo de la artillería se hizo cada vez más perentorio. Con el paso del tiempo, se hizo evidente que se requería un nuevo tipo de artillería, que pudiera seguir el ritmo de la caballería en el combate y cambiar rápidamente el fuego de apoyo a cualquier parte del campo de batalla, estuviera equipada con armas ligeras móviles que contaran con una precisión violenta y letal contra el enemigo. Se hicieron comparaciones con la clase de artillería utilizada por Federico el Grande en la Guerra de los Siete Años. Se aprobó el uso de armas ligeras, montadas en carros construidos con los mejores materiales, que combinaba la fuerza con la ligereza y llevaba una gran cantidad de municiones por cada arma de fuego. Estas armas se juntaban en un pequeño grupo manejable o unidad, llamada batería. Estaban tiradas por caballos y los artilleros iban montados. Esta artillería podía maniobrar por lo tanto junto a la caballería, cambiar de posición con facilidad y proteger el despliegue de las columnas que antes era imposible. Tan exitosa fue esta forma de artillería montada, que, en 1792, fue ya adoptada en el conjunto de Europa.
El 1 de abril de 1722 las dos baterías se incrementaron a cuatro, y se agruparon con las unidades de artillería independientes de Gibraltar y Menorca para formar el Regimiento Real de Artillería, al mando del coronel Albert Borgard. En 1741 se formó la Real Academia Militar a partir del Royal Arsenal de Woolwich (RWA) para impartir formación a oficiales de la Royal Artillery y los Royal Engineers. El regimiento se expandió rápidamente y, en 1757, había 24 baterías divididas en dos batallones, así como una compañía de cadetes formada en 1741. Durante 1748, se formaron las artillerías presidenciales de Bengala, Madrás y Bombay. En 1756 se creó el Regimiento Real Irlandés de Artillería. En 1762 se fundó la banda de la Royal Artillery en Minden. En 1771 había 32 baterías en cuatro batallones, así como dos "baterías de inválidos" que agrupaban a los hombres de más edad y no aptos empleados en servicios de guarnición. Durante 1782, el regimiento se trasladó al actual Cuartel de la Artillería Real (Royal Artillery Barracks), en Woolwich Common. En enero de 1793, se reclutaron dos unidades militares de la Royal Horse Artillery (RHA) para proporcionar apoyar a la caballería, aumentada en otras dos en noviembre de 1793. Todo el personal de la RHA era montado. La Real Artillería de Irlanda fue absorbida por la Royal Artillery en el año 1801. Durante 1805, el Royal Arsenal se trasladó a Woolwich Common. En 1819, se transfirió el edificio de la Rotonda al regimiento del Príncipe Regente para celebrar el final de las Guerras Napoleónicas. Fue construido originalmente en St James' Park como la envoltura exterior de la tienda en la que el Príncipe Regente entretuvo a los soberanos aliados en 1814. En 1832, se concedieron los lemas del regimiento.

### División en regimientos
El regimiento estuvo bajo el control de la Junta de Artillería (Board of Ordnance) hasta que esta fue abolida en 1855. A partir de entonces el regimiento estuvo subordinado a la War Office junto con el resto del ejército. La Escuela de Artillería se estableció en Shoeburyness, Essex, en 1859. En 1862 el regimiento absorbió la artillería de la Compañía Británica de las Indias Orientales, 21 baterías a caballo y 48 baterías de campaña, que fueron reforzadas hasta 29 baterías a caballo, 73 baterías de campaña y 88 baterías pesadas.
El 1 de julio de 1899, la Royal Artillery se dividió en tres grupos: la Royal Horse Artillery (21 baterías) y la Royal Field Artiller' (95 baterías) componían un grupo, mientras que la defensa de la costa y montaña, junto a las baterías de asedio y pesadas, se agrupaban aparte con el nombre de Royal Garrison Artillery (91 baterías). El tercer grupo siguió llamándose Royal Artillery y era responsable de las municiones y suministros. La RFA y RHA integraban a soldados montados, mientras que la RGA contaba con soldados a pie. En 1920 se instituyó el rango de Bombardier en la Royal Artillery. Las tres secciones funcionaban efectivamente como cuerpos independientes. Esta división duró hasta 1924, cuando los tres cuerpos se fusionaron una vez más para convertirse en un regimiento. En 1938, las brigadas de la Royal Artillery fueron denominadas Regimientos. Durante la Segunda Guerra Mundial hubo más de un millón de hombres que prestaron servicios en los 960 regimientos de artillería. En 1947, la unidad montada de la RHA pasó a llamarse The King's Troop RHA y en 1951, el grado de coronel en jefe del regimiento pasó a ser de capitán general.
La unidad montada de al Royal Artillery, que siempre ha tenido tradiciones, uniformes e insignias diferentes, aún conserva una identidad propia dentro del regimiento y es considerada (por sus miembros al menos) como una élite.
Antes de la Segunda Guerra Mundial, los reclutas de la Royal Artillery tenían que medir por lo menos 1,63 m de altura. Los hombres de las unidades mecanizadas tenían que medir al menos 1,73 m de altura. En un principio se alistaban durante seis años en el regimiento y otros seis años en la reserva o cuatro años y ocho años. Se entrenaban en el Depósito de la Artillería Real en Woolwich.

## La Royal Artillery de hoy
La Artillería Real está equipada con una variedad de equipos y realiza una amplia gama de funciones:
- Vigilancia y fijación de objetivos
- Comando y artillería antiaérea
- Artillería autopropulsada
- Sistemas múltiples de lanzamiento de cohetes
- Defensa antiaérea

El Capitán General del regimiento es la Reina Isabel II. El puesto era conocido previamente como coronel en jefe hasta que el rey Jorge VI expresó el deseo de ser conocido como Capitán General. El jefe del regimiento es el maestro artillero de St. James's Park.
El Regimiento Real de Artillería comprende tanto unidades regulares (a tiempo completo) y territoriales (a tiempo parcial). Los regimientos actuales de la Artillería Real son:
* Ejército Regular 
El Royal Regiment of Artillery comprende la Royal Artillery y la Royal House Artillery. Las unidades del Ejército regular son las siguientes:
- - Regimientos regulares de la Real Artillería Montada (Royal Horse Artillery).
  - Regimientos regulares de la Real Artillería (Royal Artillery).

* Ejército Territorial
La sede tradicional de la Artillería Real ha sido Woolwich, en el sureste de Londres, pero gran parte de la actividad de formación se lleva a cabo en la Escuela Real de Artillería en Larkhill, en la llanura de Salisbury, en Wiltshire. El Regimiento Real de Artillería es la única unidad que tiene subunidades.